# Подводные лодки типа «Балао»
Подводные лодки типа «Балао» (англ. Balao) — серия крейсерских подводных лодок ВМФ США времён Второй мировой войны. Благодаря построенным 122 единицам считается самым многочисленным классом, построенным для ВМФ США. Представляя собой развитие более раннего типа «Гато», эти субмарины имеют некоторые отличия от своих предков. Наиболее значимым усовершенствованием является использование для обшивки и набора прочного корпуса более толстой стали с более высоким пределом текучести, что позволило увеличить рабочую глубину до 400 футов (120 м). На практике же USS Tang в тестовом погружении удалось превысить расчетную глубину, а затем, уклоняясь от столкновения с эсминцем, превысить и её, набрав воду в передний торпедный отсек достигнув глубины 612 футов (187 м) по показаниям глубиномера.

## Двигательная установка
В основном двигательная установка субмарин типа «Балао» идентична системе субмарин типа-предшественника «Гато». Как и их предки они были полностью дизель-электрическими, благодаря четырём электрогенераторам, вращаемым дизельными двигателями и электромоторам, вращающим валы. Прямого соединения между дизелями и валами не было.

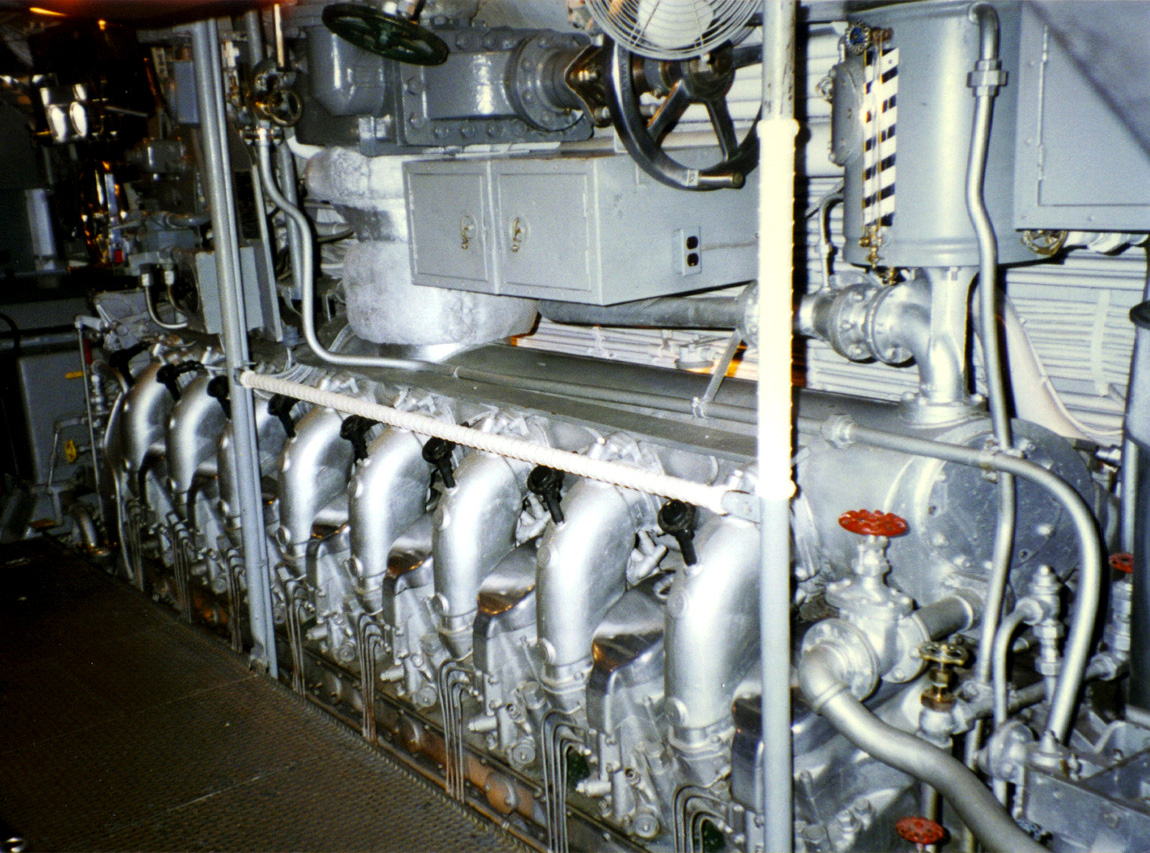
дизельный двигатель General Motors модели 16-248 V16

Основные двигатели лодок типа «Балао» поставлялись двумя фирмами: Fairbanks-Morse поставляла «Модель 38D8⅛» — двигатель со встречным движением поршней и General Motors (подразделение «Кливленд Дизель» (англ. Cleveland Diesel) поставляла «Модель 16-248» и Модель «16-248А» двигателей V16. Первоначально Fairbanks-Morse поставляла 9-цилиндровые двигатели, но впоследствии, начиная с USS Sand Lance (SS-381), лодки начали получать 10-цилиндровые дизеля. Лодки, снабжённые двигателями General Motors начали получать обновленный дизель «Модель 16-278A» начиная с USS Perch (SS-313). В обоих случаях обновленные версии имели больший рабочий объём, но примерно такую же мощность — Среднее эффективное давление (компрессия) была снижена для обеспечения большей надёжности. Двигатели обоих поставщиков являлись двухтактными.
Две субмарины — USS Unicorn (SS-429) и USS Vendace (SS-430) должны были получить дизеля Hooven-Owens-Rentschler (H.O.R.), однако заказ был отменен.
Электромоторы субмарин типа «Балао» так же поставлялись двумя поставщиками: Elliott Company ставились в основном на лодки с двигателями Fairbanks-Morse, а General Electric ставились на лодки, снабжённые дизелями General Motors. Впрочем, некоторое количество лодок с дизелями F-M получило электромоторы GE. Так же на лодках с SS-530 по SS-536 должны были быть установлены электромоторы фирмы Allis-Chalmers, однако их строительство было отменено ещё до получения собственных имён.
Ранние субмарины снабжались четырьмя высокоскоростными электромоторами (по два на вал), снабжёнными понижающими передачами, для обеспечения приемлемой скорости вращения винтов. Однако такая схема была достаточно шумной, что делало лодки легкообнаруживаемыми при помощи гидрофона, поэтому большинство поздних лодок типа «Балао» снабжались двухъякорными низкоскоростными электромоторами, вращавшими валы напрямую, что делало эти субмарины значительно более тихими. Надо, впрочем, добавить, что до появления последующего типа «Тенч» это усовершенствование было не обязательным. Так как дизеля не были соединены с валами, их вращение постоянно обеспечивалось электромоторами.
В целом, тип «Балао» был весьма успешен, и именно лодке этого типа — USS Archerfish (SS-311) принадлежит своеобразный рекорд — самый большой корабль, потопленный субмариной. Именно она уничтожила авианосец Императорского флота Японии «Синано» (59 000 брт) 29 ноября 1944 года.

## Субмарины в строю
На 2007 год во всем мире в строю оставалось лишь две субмарины типа «Балао», построенные во время Второй мировой войны. Одной из них является переданная Тайваню в начале 1970x USS Tusk (SS-426).

## Музеи
Восемь субмарин типа «Балао» открыты для публичного доступа. В основном они содержатся на деньги, вырученные с продажи билетов, и поддерживаются в рабочем состоянии в соответствии со стандартами ВМФ США, проходя ежегодную инспекцию и получая «карту осмотра». Некоторые лодки, такие как Batfish и Pampanito в целях повышения патриотического духа позволяют даже переночевать на борту группам добровольцев, дабы они смогли проникнуться духом.
Полный список музеев-субмарин типа «Балао»:
- USS Batfish (SS-310) в мемориальном военном парке Мускоги (Оклахома)[англ.]
- USS Becuna (SS-319) в Независимом Портовом Музее[англ.] в Филадельфии (Пенсильвания)
- USS Bowfin (SS-287) предсталяющая сама себе музей in Гонолулу (Гавайи)
- USS Clamagore (SS-343) в морском музее "Patriot's Point"[англ.] в Маунт Плезант (Южная Калифорния)[англ.]
- USS Ling (SS-297) в Военно-морском музее Нью Джерси[англ.] в Хакенсак (Нью-Джерси)
- USS Lionfish (SS-298) в Бэттлшип Коув[англ.] в Фолл-Ривер (Массачусетс)
- USS Pampanito (SS-383) в Историческом мемориальном парке Сан-Франциско[англ.] в Сан-Франциско (Калифорния). Именно эта лодка играла роль USS Stingray в фильме Убрать перископ
- USS Razorback (SS-394) в Морском наземном музее Арканзаса[англ.] в Северном Литтл Роке (Арканзас)[англ.]